# John Reynolds (gouverneur)
Pour les articles homonymes, voir John Reynolds et Reynolds.
John Reynolds, né vers 1713, mort en 1788, était un capitaine dans la Royal Navy et gouverneur colonial de la Géorgie de 1754 à 1757.
On ne connaît quasiment rien de la jeunesse de Reynolds hormis l'année approximative de sa naissance et qu'il a rejoint la Marine britannique à l'âge de 15 ans.
En 1754, il devient le cinquième gouverneur colonial de la Géorgie.